# Rodzina języków migowych
Rodzina języków migowych – rodzina językowa gromadząca języki migowe, których ikoniczna i przestrzenna struktura odróżnia je od języków fonicznych pod względem gramatycznym. Większość z nich używana jest w komunikacji osób głuchych lub słabosłyszących, a część stosują osoby słyszące, gdy użycie języka mówionego nie jest możliwe (słowa tabu, śluby milczenia, znaki wojskowe itd.), a nawet w celach artystycznych lub symbolicznych (mudrā).

## Języki migowe w użyciu głuchych
Języki te zostały podzielone na rodziny według ich źródłowego języka migowego (istnieje wiele przypadków krzyżowania się języków tych samych regionów geograficznych oraz zjawisk kreolizacji, z których ewoluują języki migowe). W 1979 roku Anderson i Peterson stworzyli klasyfikację, którą w 1991 przejął Henri Wittmann. Ta druga proponuje następującą listę rodzin:
- rodzina francuskich języków migowych,
- rodzina niemieckich języków migowych,
- rodzina brytyjskich języków migowych,
- rodzina japońskich języków migowych,
- rodzina liońskich języków migowych, która obejmuje tylko lioński język migowy i języki migowe frankofońskiego i flamandzkiego regionu Belgii
- języki izolowane.

Do tej listy może być dołączona rodzina arabskich języków migowych, których języki nie zostały uwzględnione przez Wittmanna.

## Pomocnicze języki migowe
- mnisi język migowy – metoda komunikowania się używana przez mnichów, którzy złożyli śluby milczenia,
- język migowy Aborygenów australijskich(inne języki) – metoda komunikowania się używana przez Aborygenów australijskich
- mowa znaków – metoda komunikowania się używana przez rdzennych Amerykanów z Wielkich Równin w USA,
- bobomigi – używanie znaków w celu wspierania rozwoju małych dzieci,
- znaki w bejsbolu – metoda używana przez bejsbolistów w celu przekazywania strategii na boisku bez wiedzy przeciwników,
- metoda Kodálya – używanie fonogestyki w celu nauczania nut,
- makaton – program językowy stworzony dla osób mających trudności z porozumiewaniem się i uczeniem,
- wojskowe znaki ręczne(inne języki) – znormalizowany system znaków używany w celu niemego przekazywania rozkazów i informacji,
- mudrā – ujednolicone symboliczne układy dłoni ludzi, postaci lub bóstw buddyjskich bądź hinduistycznych,
- tic-tac(inne języki) – tradycyjna brytyjska metoda niewerbalnego przekazywania informacji o szansach wygranej podczas wyścigów konnych.